# Onkokepon beibuensis
Onkokepon beibuensis là một loài chân đều trong họ Bopyridae. Loài này được An, Yu & Li miêu tả khoa học năm 2006.